# 拉绍 (索恩-卢瓦尔省)
拉绍（法語：La Chaux，法語發音：[la ʃo] ⓘ）是法国索恩-卢瓦尔省的一个市镇，属于卢昂区。

## 地理
拉绍（46°49'41"N, 5°15'36"E）面积11 平方千米，位于法国勃艮第-弗朗什-孔泰大區索恩-卢瓦尔省，该省份为法国中部省份，北起顺时针与科多尔省、汝拉省、安省、罗讷省、卢瓦尔省、阿列省和涅夫勒省接壤。
与拉绍接壤的市镇（或旧市镇、城区）包括：拉沙佩勒圣索沃尔、梅尔旺、蒙热、塞尔莱。

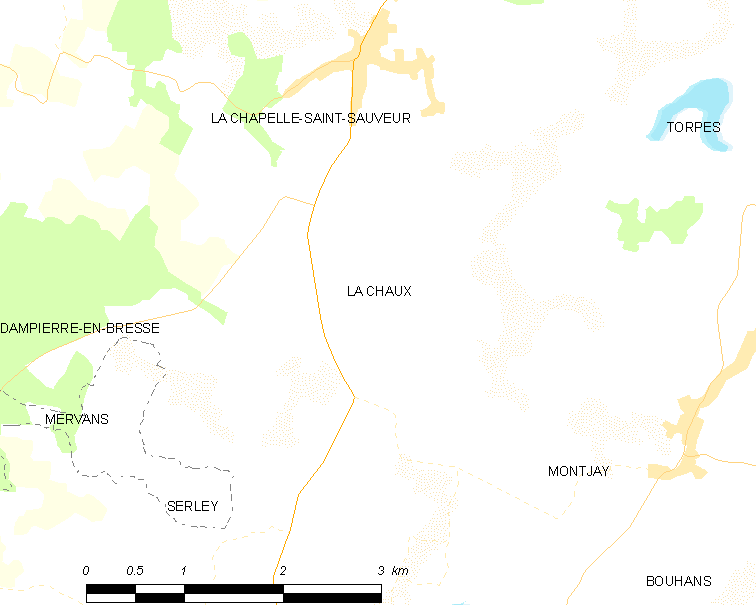
的OSM定位图

拉绍的时区为UTC+01:00、UTC+02:00（夏令时）。

## 行政
拉绍的邮政编码为71310，INSEE市镇编码为71121。

## 政治
拉绍所属的省级选区为皮埃尔德布雷斯县。

## 人口

1962-2008年间人口变化图示

拉绍于2022年1月1日时的人口数量为323人。